# Joyeux
Joyeux je francouzská obec v departementu Ain v regionu Auvergne-Rhône-Alpes. V roce 2011 zde žilo 237 obyvatel.

## Sousední obce
Birieux, Faramans, Le Montellier, Rignieux-le-Franc, Saint-Éloi, Versailleux,

## Vývoj počtu obyvatel
Počet obyvatel 